# 伊肯納姆
伊肯納姆（Ickenham）是倫敦的一個地區，位於大倫敦地區的希靈登倫敦自治市。據1901年英國人口普查，伊肯納姆有人口329人。2001年時，伊肯納姆的人口增加到9,933人。2011年時增加到10,387人。